# Zmeura de Aur pentru cea mai proastă actriță într-un rol secundar
Zmeura de Aur pentru cea mai proastă actriță într-un rol secundar este un premiu care se acordă anual în gala Zmeura de Aur pentru cea mai proastă actriță într-un rol secundar dintr-un film lansat anul anterior. În continuare este prezentată lista celor care au primit acest premiu dar și cele care au fost nominalizate. 

## Anii 1980
- 1980 Amy Irving - Honeysuckle Rose
  - Elizabeth Ashley - Windows
  - Georg Stanford Brown [a] - Stir Crazy
  - Betsy Palmer - Friday the 13th
  - Marilyn Sokol - Can't Stop the Music
- 1981 Diana Scarwid - Mommie Dearest
  - Rutanya Alda - Mommie Dearest
  - Farrah Fawcett - The Cannonball Run
  - Mara Hobel - Mommie Dearest
  - Shirley Knight - Endless Love
- 1982 Aileen Quinn - Annie
  - Rutanya Alda - Amityville II: The Possession
  - Colleen Camp - The Seduction
  - Dyan Cannon - Deathtrap
  - Lois Nettleton - Butterfly
- 1983 Sybil Danning - Chained Heat / Hercules
  - Bibi Besch - The Lonely Lady
  - Finola Hughes - Staying Alive
  - Amy Irving - Yentl (Also Oscar-nominated for the same role)
  - Diana Scarwid - Strange Invaders
- 1984 Lynn-Holly Johnson - Where the Boys Are '84
  - Susan Anton - Cannonball Run II
  - Olivia d'Abo - Bolero / Conan the Destroyer
  - Marilu Henner - Cannonball Run II
  - Diane Lane - The Cotton Club / Streets of Fire
- 1985 Brigitte Nielsen - Rocky IV
  - Sandahl Bergman - Red Sonja
  - Marilu Henner - Perfect / Rustlers' Rhapsody
  - Julia Nickson-Soul - Rambo: First Blood Part II
  - Talia Shire - Rocky IV
- 1986 Dom DeLuise [a] - Haunted Honeymoon
  - Louise Fletcher - Invaders from Mars
  - Zelda Rubinstein - Poltergeist II: The Other Side
  - Beatrice Straight - Power
  - Kristin Scott Thomas - Under the Cherry Moon
- 1987 Daryl Hannah - Wall Street
  - Gloria Foster - Leonard Part 6
  - Mariel Hemingway - Superman IV: The Quest for Peace
  - Grace Jones - Siesta
  - Isabella Rossellini - Siesta / Tough Guys Don't Dance
- 1988 Kristy McNichol - Two Moon Junction
  - Eileen Brennan - The New Adventures of Pippi Longstocking
  - Daryl Hannah - High Spirits
  - Mariel Hemingway - Sunset
  - Zelda Rubinstein - Poltergeist III
- 1989 Brooke Shields - Speed Zone!
  - Angelyne - Earth Girls Are Easy
  - Anne Bancroft - Bert Rigby, You're a Fool
  - Madonna - Bloodhounds of Broadway
  - Kurt Russell [a] - Tango & Cash

## Anii 1990
- 1990 Sofia Coppola - The Godfather, Part III
  - Roseanne Barr (voice only) - Look Who's Talking Too
  - Kim Cattrall - The Bonfire of the Vanities
  - Julie Newmar - Ghosts Can't Do It
  - Ally Sheedy - Betsy's Wedding
- 1991 Sean Young (as the twin who's murdered) - A Kiss Before Dying
  - Sandra Bernhard - Hudson Hawk
  - John Candy [a] - Nothing but Trouble
  - Julia Roberts - Hook
  - Marisa Tomei - Oscar
- 1992 Estelle Getty - Stop! Or My Mom Will Shoot
  - Ann-Margret - Newsies
  - Tracy Pollan - A Stranger Among Us
  - Jeanne Tripplehorn - Basic Instinct
  - Sean Young - Once Upon a Crime
- 1993 Faye Dunaway - The Temp
  - Anne Archer - Body of Evidence
  - Sandra Bullock - Demolition Man
  - Colleen Camp - Sliver
  - Janine Turner - Cliffhanger
- 1994 Rosie O'Donnell - Car 54, Where Are You? / Exit to Eden / The Flintstones
  - Kathy Bates - North
  - Elizabeth Taylor - The Flintstones
  - Lesley Ann Warren - Color of Night
  - Sean Young - Even Cowgirls Get the Blues
- 1995 Madonna - Four Rooms
  - Amy the Talking Gorilla - Congo
  - Bo Derek - Tommy Boy
  - Gina Gershon - Showgirls
  - Lin Tucci - Showgirls
- 1996 Melanie Griffith - Mulholland Falls
  - Faye Dunaway - The Chamber / Dunston Checks In
  - Jami Gertz - Twister
  - Daryl Hannah - Two Much
  - Teri Hatcher - Heaven's Prisoners / 2 Days in the Valley
- 1997 Alicia Silverstone - Batman & Robin
  - Faye Dunaway - Albino Alligator
  - Milla Jovovich - The Fifth Element
  - Julia Louis-Dreyfus - Fathers' Day
  - Uma Thurman - Batman & Robin
- 1998 Maria Pitillo - Godzilla
  - Ellen Albertini Dow - 54
  - Jenny McCarthy - BASEketball
  - Liv Tyler - Armageddon
  - Raquel Welch - Chairman of the Board
- 1999 Denise Richards - The World Is Not Enough
  - Sofia Coppola - Star Wars: Episode I - The Phantom Menace
  - Salma Hayek - Dogma / Wild Wild West
  - Kevin Kline (as a prostitute) - Wild Wild West
  - Juliette Lewis - The Other Sister

## Anii 2000
- 2000 Kelly Preston - Battlefield Earth
  - Patricia Arquette - Little Nicky
  - Joan Collins - The Flintstones in Viva Rock Vegas
  - Thandie Newton - Mission: Impossible II
  - Rene Russo - The Adventures of Rocky & Bullwinkle
- 2001 Estella Warren - Driven / Planet of the Apes
  - Drew Barrymore - Freddy Got Fingered
  - Courteney Cox - 3000 Miles to Graceland
  - Julie Hagerty - Freddy Got Fingered
  - Goldie Hawn - Town & Country
- 2002 Madonna - Die Another Day
  - Lara Flynn Boyle - Men in Black II
  - Bo Derek - The Master of Disguise
  - Natalie Portman - Star Wars: Episode II - Attack of the Clones
  - Rebecca Romijn - Rollerball
- 2003 Demi Moore - Charlie's Angels: Full Throttle
  - Lainie Kazan - Gigli
  - Brittany Murphy - Just Married
  - Kelly Preston - The Cat in the Hat
  - Tara Reid - My Boss's Daughter
- 2004 Britney Spears [b] - Fahrenheit 9/11
  - Carmen Electra - Starsky & Hutch
  - Jennifer Lopez - Jersey Girl
  - Condoleezza Rice (as herself) - Fahrenheit 9/11
  - Sharon Stone - Catwoman
- 2005 Paris Hilton - House of Wax
  - Carmen Electra - Dirty Love
  - Katie Holmes - Batman Begins
  - Ashlee Simpson - Undiscovered
  - Jessica Simpson - The Dukes of Hazzard
- 2006 Carmen Electra - Date Movie / Scary Movie 4
  - Kate Bosworth - Superman Returns
  - Kristin Chenoweth - Deck the Halls / The Pink Panther / RV
  - Jenny McCarthy - John Tucker Must Die
  - Michelle Rodriguez - BloodRayne
- 2007 Eddie Murphy (as Rasputia) - Norbit
  - Jessica Biel - I Now Pronounce You Chuck & Larry / Next
  - Carmen Electra - Epic Movie
  - Julia Ormond - I Know Who Killed Me
  - Nicollette Sheridan - Code Name: The Cleaner
- 2008 Paris Hilton - Repo! the Genetic Opera
  - Carmen Electra - Disaster Movie / Meet the Spartans
  - Kim Kardashian - Disaster Movie
  - Jenny McCarthy - Witless Protection
  - Leelee Sobieski - 88 Minutes / In the Name of the King: A Dungeon Siege Tale
- 2009 Sienna Miller - G.I. Joe: The Rise of Cobra
  - Candice Bergen - Bride Wars
  - Ali Larter - Obsessed
  - Kelly Preston - Old Dogs
  - Julie White - Transformers: Revenge of the Fallen

## Anii 2010
- 2010 Jessica Alba - The Killer Inside Me / Little Fockers / Machete / Valentine's Day
  - Cher - Burlesque
  - Liza Minnelli - Sex and the City 2
  - Nicola Peltz - The Last Airbender
  - Barbra Streisand - Little Fockers
- 2011 David Spade[a] (as Monica) - Jack and Jill
  - Katie Holmes - Jack and Jill
  - Rosie Huntington-Whiteley - Transformers: Dark of the Moon
  - Brandon T. Jackson (as Charmaine) - Big Mommas: Like Father Like Son
  - Nicole Kidman - Just Go with It

- 2011 David Spade - Jack and Jill ca Monica
  - Katie Holmes - Jack and Jill ca Erin Sadelstein
  - Rosie Huntington-Whiteley "The Underwear Model" - Transformers: Dark of the Moon ca Carly Spencer
  - Brandon T. Jackson - Big Mommas: Like Father Like Son ca Charmaine
  - Nicole Kidman - Just Go with It ca Devlin Adams

- 2012 Rihanna - Battleship ca Cora Raikes
  - Jessica Biel - Playing for Keeps / Total Recall ca Stacie Dryer/Melina
  - Brooklyn Decker - Battleship / What to Expect When You're Expecting ca Samantha Shane/Skyler Cooper
  - Ashley Greene - The Twilight Saga: Breaking Dawn - Part 2 ca Alice Cullen
  - Jennifer Lopez - What to Expect When You're Expecting ca Holly

- 2013 Kim Kardashian - Temptation: Confessions of a Marriage Counselor ca Ava
  - Salma Hayek - Grown Ups 2 ca Roxanne Feder
  - Katherine Heigl - The Big Wedding ca Lyla Griffin
  - Lady Gaga - Machete Kills ca Third Face of El Chameleon
  - Lindsay Lohan - InAPPropriate Comedy / Scary Movie 5 - propriile roluri

- 2014 Megan Fox - Teenage Mutant Ninja Turtles ca April O'Neil
  - Cameron Diaz - Annie ca Miss Colleen Hannigan
  - Nicola Peltz - Transformers: Age of Extinction ca Tessa Yeager
  - Bridgette Cameron Ridenour - Saving Christmas ca Kirk's sister
  - Susan Sarandon - Tammy ca Pearl Balzen

- 2015 Kaley Cuoco - Alvin and the Chipmunks: The Road Chip / The Wedding Ringer ca Eleanor / Gretchen Palmer
  - Rooney Mara - Pan ca Tiger Lily
  - Michelle Monaghan - Pixels ca Lieutenant Colonel Violet van Patten
  - Julianne Moore - Seventh Son ca Mother Malkin
  - Amanda Seyfried - Love the Coopers / Pan ca Ruby / Mary

- 2016 Kristen Wiig - Zoolander 2 ca Alexanya Atoz
  - Julianne Hough - Dirty Grandpa ca Meredith Goldstein
  - Kate Hudson - Mother's Day ca Jesse
  - Aubrey Plaza - Dirty Grandpa ca Lenore
  - Jane Seymour - Fifty Shades of Black ca Claire Black
  - Sela Ward - Independence Day: Resurgence ca President Elizabeth Lanford

- 2017 Kim Basinger - Fifty Shades Darker ca Elena Lincoln
  - Sofia Boutella -  The Mummy ca  Ahmanet
  - Laura Haddock -  Transformers: The Last Knight ca  Viviane Wembly
  - Goldie Hawn -  Snatched ca  Linda Middleton
  - Susan Sarandon -  A Bad Moms Christmas ca  Isis Dunkler

- 2018  Kellyanne Conway[b] - Fahrenheit 11/9 ca Ea însăși
  - Marcia Gay Harden -  Fifty Shades Freed ca  Grace Trevelyan Grey
  - Kelly Preston -  Gotti ca  Victoria Gotti
  - Jaz Sinclair -  Slender Man ca  Chloe
  - Melania Trump [b] -  Fahrenheit 11/9 ca  Ea însăși

- 2019 Rebel Wilson - Cats ca Jennyanydots
  - Jessica Chastain -  Dark Phoenix ca  Vuk
  - Cassi Davis -  A Madea Family Funeral ca  Betty Ann "Aunt Bam" Murphy
  - Judi Dench -  Cats ca  Old Deuteronomy
  - Fenessa Pineda -  Rambo: Last Blood ca  Gizelle

## Anii 2020
- 2020 Maddie Ziegler - Music[1] ca Music Gamble
  - Glenn Close - Hillbilly Elegy (nominalizată și la Oscar) ca Bonnie "Mamaw" Vance
  - Lucy Hale - Fantasy Island ca Melanie Cole
  - Maggie Q - Fantasy Island ca Gwen Olsen
  - Kristen Wiig - Wonder Woman 1984 ca Barbara Minerva / Cheetah

- 2021 Judy Kaye - Diana the Musical ca Queen Elizabeth II & Barbara Cartland
  - Amy Adams - Dear Evan Hansen ca Cynthia Murphy
  - Sophie Cookson - Infinite ca Nora Brightman
  - Erin Davie - Diana the Musical ca Camilla Parker Bowles
  - Taryn Manning - Every Last One of Them ca Maggie

- 2022 Adria Arjona - Morbius ca Martine Bancroft
  - Fan Bingbing - The 355 ca Lin Mi Sheng / The King's Daughter ca The Mermaid
  - Lorraine Bracco - Pinocchio ca Sofia the Seagull (doar voce)
  - Penélope Cruz - The 355 ca Graciela Rivera
  - Mira Sorvino - Lamborghini: The Man Behind the Legend ca Annita

- 2023 Megan Fox - Expend4bles ca Gina
  - Kim Cattrall - About My Father ca Tigger
  - Bai Ling  - Johnny & Clyde ca Zhang
  - Lucy Liu - Shazam! Fury of the Gods ca Kalypso
  - Mary Stuart Masterson - Five Nights at Freddy's ca Aunt Jane

- 2024 Amy Schumer – Unfrosted ca Marjorie Post
  - Ariana DeBose – Argylle și Kraven the Hunter ca Keira și respectiv Calypso Ezili
  - Lesley-Anne Down – Reagan ca Margaret Thatcher
  - Emma Roberts – Madame Web ca Mary Parker
  - FKA Twigs – The Crow ca Shelly Webster

## Multiple premii câștigate
2 premii
- Paris Hilton
- Madonna

## Multiple nominalizări
| 5 nominalizări - Carmen Electra 4 nominalizări - Kelly Preston 3 nominalizări - Faye Dunaway - Daryl Hannah - Madonna - Jenny McCarthy - Sean Young | 2 nominalizări - Rutanya Alda - Jessica Biel - Colleen Camp - Kim Cattrall - Sofia Coppola - Bo Derek - Megan Fox - Salma Hayek - Mariel Hemingway - Marilu Henner - Paris Hilton - Katie Holmes - Amy Irving - Kim Kardashian - Jennifer Lopez - Nicola Peltz - Zelda Rubinstein - Susan Sarandon - Diana Scarwid - Kristen Wiig |